# Monnina bridgesii
Monnina bridgesii är en jungfrulinsväxtart som beskrevs av Chod.. Monnina bridgesii ingår i släktet Monnina och familjen jungfrulinsväxter. Inga underarter finns listade i Catalogue of Life.